# Eneco Tour 2011
7. edycja Eneco Tour odbyła się w dniach 8 - 14 sierpnia 2011 roku. Trasa tego sześcioetapowego wyścigu kolarskiego liczyła 967,8 km ze startem w Amersfoort i metą w Sittard. 
Wyścig zaliczany był do klasyfikacji UCI World Tour 2011. Nie wystartował w nim ubiegłoroczny zwycięzca, Niemiec Tony Martin ani żaden z polskich kolarzy.

## Uczestnicy
| Numery  | Kod | Drużyna                          |
| ------- | --- | -------------------------------- |
| 1-8     | THR | HTC-Highroad                     |
| 11-18   | RAB | Rabobank Cycling Team            |
| 21-28   | SKY | Sky Procycling                   |
| 31-38   | SBS | Saxo Bank-SunGard                |
| 41-48   | GRM | Team Garmin-Cervélo              |
| 51-58   | RSH | Team RadioShack                  |
| 61-68   | TSV | Topsport Vlaanderen-Mercator     |
| 71-77   | OLO | Omega Pharma-Lotto               |
| 81-88   | LIQ | Liquigas-Cannondale              |
| 91-98   | QST | Quick Step Cycling Team          |
| 101-108 | VCD | Vacansoleil-DCM Pro Cycling Team |

| Numery  | Kod | Drużyna                 |
| ------- | --- | ----------------------- |
| 111-118 | SKS | Skil-Shimano            |
| 121-128 | KAT | Team Katusha            |
| 131-138 | MOV | Movistar Team           |
| 141-148 | EUS | Euskaltel-Euskadi       |
| 151-158 | AST | Pro Team Astana         |
| 161-168 | LEO | Leopard Trek Team       |
| 171-178 | LAM | Lampre-ISD              |
| 181-188 | BMC | BMC Racing Team         |
| 191-198 | ALM | Ag2r-La Mondiale        |
| 201-208 | COF | Cofidis                 |
| 211-218 | VWA | Verandas Willems-Accent |

## Etapy
| Etap    | Data        | Start - meta                 | Długość (km) | Zwycięzca etapu      | Lider                |
| Prolog  | 8 sierpnia  | Amersfoort                   | 5,7 (ITT)    | Taylor Phinney       | Taylor Phinney       |
| 1. etap | 9 sierpnia  | Oosterhout - Sint Willebrord | 192,1        | André Greipel        | Taylor Phinney       |
| 2. etap | 10 sierpnia | Aalter - Ardooie             | 173,7        | André Greipel        | Taylor Phinney       |
| 3. etap | 11 sierpnia | Heers - Andenne              | 191,2        | Philippe Gilbert     | Philippe Gilbert     |
| 4. etap | 12 sierpnia | Roermond                     | 14,7 (ITT)   | Jesse Sergent        | Edvald Boasson Hagen |
| 5. etap | 13 sierpnia | Genk - Genk                  | 189,2        | Matteo Bono          | Edvald Boasson Hagen |
| 6. etap | 14 sierpnia | Sittard                      | 201,2        | Edvald Boasson Hagen | Edvald Boasson Hagen |

### Prolog - 08.08:  Amersfoort >  Amersfoort, 5,7 km (ITT)
| # | Zawodnik             | Zespół | Czas   |
| - | -------------------- | ------ | ------ |
| 1 | Taylor Phinney       | BMC    | 6' 57" |
| 2 | Edvald Boasson Hagen | SKY    | + 7"   |
| 3 | David Millar         | GRM    | + 8"   |

| # | Zawodnik             | Zespół | Czas   |
| - | -------------------- | ------ | ------ |
| 1 | Taylor Phinney       | BMC    | 6' 57" |
| 2 | Edvald Boasson Hagen | SKY    | + 7"   |
| 3 | David Millar         | GRM    | + 8"   |

### Etap 1 - 09.08:  Oosterhout >  Sint Willebrord, 192,1 km
| # | Zawodnik          | Zespół | Czas       |
| - | ----------------- | ------ | ---------- |
| 1 | André Greipel     | OLO    | 4h 21' 20" |
| 2 | Denis Galimzianow | KAT    | + 0"       |
| 3 | Tyler Farrar      | GRM    | + 0"       |

| # | Zawodnik             | Zespół | Czas       |
| - | -------------------- | ------ | ---------- |
| 1 | Taylor Phinney       | BMC    | 4h 28' 17" |
| 2 | Edvald Boasson Hagen | SKY    | + 7"       |
| 3 | David Millar         | GRM    | + 8"       |

### Etap 2 - 10.08:  Aalter >  Ardooie, 173,7 km
| # | Zawodnik             | Zespół | Czas       |
| - | -------------------- | ------ | ---------- |
| 1 | André Greipel        | OLO    | 4h 07' 21" |
| 2 | Tyler Farrar         | GRM    | + 0"       |
| 3 | Edvald Boasson Hagen | SKY    | + 0"       |

| # | Zawodnik             | Zespół | Czas       |
| - | -------------------- | ------ | ---------- |
| 1 | Taylor Phinney       | BMC    | 8h 35' 38" |
| 2 | Edvald Boasson Hagen | SKY    | + 3"       |
| 3 | David Millar         | GRM    | + 8"       |

### Etap 3 - 11.08:  Heers >  Andenne, 191,2 km
| # | Zawodnik         | Zespół | Czas       |
| - | ---------------- | ------ | ---------- |
| 1 | Philippe Gilbert | OLO    | 4h 54' 53" |
| 2 | Grega Bole       | LAM    | + 8"       |
| 3 | Ben Hermans      | RSH    | + 8"       |

| # | Zawodnik             | Zespół | Czas        |
| - | -------------------- | ------ | ----------- |
| 1 | Philippe Gilbert     | OLO    | 13h 30' 34" |
| 2 | Edvald Boasson Hagen | SKY    | + 5"        |
| 3 | David Millar         | GRM    | + 13"       |

### Etap 4 - 12.08:  Roermond, 14,7 km (ITT)
| # | Zawodnik         | Zespół | Czas    |
| - | ---------------- | ------ | ------- |
| 1 | Jesse Sergent    | RSH    | 17' 55" |
| 2 | Alex Rasmussen   | THR    | + 14"   |
| 3 | Jürgen Roelandts | OLO    | + 20"   |

| # | Zawodnik             | Zespół | Czas       |
| - | -------------------- | ------ | ---------- |
| 1 | Edvald Boasson Hagen | SKY    | 13h 49' 0" |
| 2 | Philippe Gilbert     | OLO    | + 12"      |
| 3 | David Millar         | GRM    | + 18"      |

### Etap 5 - 13.08:  Genk > Genk, 189,2 km
| # | Zawodnik         | Zespół | Czas       |
| - | ---------------- | ------ | ---------- |
| 1 | Matteo Bono      | LAM    | 4h 12' 14" |
| 2 | Siergiej Reniew  | AST    | + 0"       |
| 3 | Artiom Owieczkin | KAT    | + 3"       |

| # | Zawodnik             | Zespół | Czas        |
| - | -------------------- | ------ | ----------- |
| 1 | Edvald Boasson Hagen | SKY    | 18h 01' 26" |
| 2 | Philippe Gilbert     | OLO    | + 12"       |
| 3 | David Millar         | GRM    | + 18"       |

### Etap 6 - 14.08:  Sittard, 201,2 km
| # | Zawodnik               | Zespół | Czas       |
| - | ---------------------- | ------ | ---------- |
| 1 | Edvald Boasson Hagen   | SKY    | 4h 53' 06" |
| 2 | Manuel Antonio Cardoso | RSH    | + 0"       |
| 3 | Lars Boom              | RAB    | + 0"       |

| # | Zawodnik             | Zespół | Czas        |
| - | -------------------- | ------ | ----------- |
| 1 | Edvald Boasson Hagen | SKY    | 22h 54' 22" |
| 2 | Philippe Gilbert     | OLO    | + 22"       |
| 3 | David Millar         | GRM    | + 28"       |

## Liderzy klasyfikacji po etapach
| Etap                 | Zwycięzca            | Klasyfikacja generalna | Klasyfikacja punktowa | Klasyfikacja młodzieżowa | Klasyfikacja drużynowa |
| -------------------- | -------------------- | ---------------------- | --------------------- | ------------------------ | ---------------------- |
| Prolog               | Taylor Phinney       | Taylor Phinney         | Taylor Phinney        | Taylor Phinney           | Rabobank Cycling Team  |
| 1                    | André Greipel        | Taylor Phinney         | Taylor Phinney        | Taylor Phinney           | Rabobank Cycling Team  |
| 2                    | André Greipel        | Taylor Phinney         | Edvald Boasson Hagen  | Taylor Phinney           | Rabobank Cycling Team  |
| 3                    | Philippe Gilbert     | Philippe Gilbert       | Edvald Boasson Hagen  | Edvald Boasson Hagen     | Team Sky               |
| 4                    | Jesse Sergent        | Edvald Boasson Hagen   | Edvald Boasson Hagen  | Edvald Boasson Hagen     | Team RadioShack        |
| 5                    | Matteo Bono          | Edvald Boasson Hagen   | Edvald Boasson Hagen  | Edvald Boasson Hagen     | Team RadioShack        |
| 6                    | Edvald Boasson Hagen | Edvald Boasson Hagen   | Edvald Boasson Hagen  | Edvald Boasson Hagen     | Team RadioShack        |
| Klasyfikacje końcowe | Klasyfikacje końcowe | Edvald Boasson Hagen   | Edvald Boasson Hagen  | Edvald Boasson Hagen     | Team RadioShack        |

## Klasyfikacja generalna
| M-ce | Imię i nazwisko      | Kraj              | Drużyna             | Czas        |
| ---- | -------------------- | ----------------- | ------------------- | ----------- |
| 1.   | Edvald Boasson Hagen | Norwegia          | Team Sky            | 22h 54' 22" |
| 2    | Philippe Gilbert     | Belgia            | Omega Pharma-Lotto  | + 22"       |
| 3    | David Millar         | Wielka Brytania   | Garmin-Cervélo      | + 28"       |
| 4    | Taylor Phinney       | Stany Zjednoczone | BMC Racing Team     | + 35"       |
| 5    | Jos van Emden        | Holandia          | Rabobank            | + 57"       |
| 6    | Joost van Leijen     | Holandia          | Vacansoleil-DCM     | + 1' 04"    |
| 7    | Dominique Cornu      | Belgia            | Topsport Vlaanderen | + 1' 07"    |
| 8    | Dries Devenyns       | Belgia            | Quick Step          | + 1' 08"    |
| 9    | Ben Hermans          | Belgia            | Team RadioShack     | + 1' 09"    |
| 10   | Linus Gerdemann      | Niemcy            | Leopard Trek        | + 1' 13"    |